# San Gerónimo de Guayabal
Pour les articles homonymes, voir Guayabal.
San Gerónimo de Guayabal est l'une des quinze municipalités de l'État de Guárico au Venezuela. Son chef-lieu est Guayabal. En 2011, la population s'élève à 20 206 habitants.

## Géographie

### Subdivisions
La municipalité est divisée en deux paroisses civiles avec, chacune à sa tête, une capitale (entre parenthèses) :
- Cazorla (Cazorla) ;
- Guayabal (Guayabal).